# Johann Friedrich Probst (Mediziner)
Johann Friedrich Probst (* 7. März 1716 in Bautzen; † 6. März 1793 ebenda) war ein deutscher Arzt.

## Leben
Probsts Vater war Müller und starb früh. Johann Friedrich Probst zog daher zu seinem Bruder nach London. Er studierte Medizin an der Universität Oxford und war anschließend als Arzt in London tätig. Um 1751 kehrte er nach Bautzen zurück, wo er ebenfalls als Arzt arbeitete. Hier wandte er insbesondere seine in England erworbenen Kenntnisse über die Blattern- und Pockenschutzimpfung an. Probst impfte 1781 Mitglieder des sächsischen Herrscherhauses, 1782 impfte er 300 Kinder gegen die Blattern. 
Probst wurde auf dem Taucherfriedhof in Bautzen begraben. Sein Vermögen stiftete er für wohltätige Zwecke in Bautzen.